# 애슐리 (음악가)
애슐리(본명: 최빛나, 1991년 11월 9일 ~)은 대한민국의 레이디스 코드멤버이자 여자 가수이다.

## 생애
애슐리는 1991년 11월 9일 인천광역시 연수구 둔촌동에서 1남 1녀 중 장녀로 태어났다.
2013년 레이디스 코드멤버로 데뷔를 하여
일광폴라리스엔터테인먼트 소속 출신이며
헌터 대학교를 중퇴하자마자, 많은 앨범과 공연을 투어 하였다

## 학력
- 인천서면초등학교 (전학)
- P.S. 107 Tomas A. Dooley (졸업)
- I.S.25Q. Adrien Block School (졸업)
- Benjamin N. Cardozo High School (졸업)
- 헌터 대학교 (중퇴)

## 공연
- 2019년 《2019년 가을 숲 K-POP 콘서트》
- 2017년 《팬덤스쿨 2017 코리아 뮤직 페스티벌》
- 2016년 《엠카운트다운 IN JEJU》
- 2013년 《폴라리스 크리스마스 콘서트》